# 日本國鐵105系電聯車
105系電聯車（日语：105けいでんしゃ）是日本國有鐵道在1981年(昭和56年)研發並製造的直流通勤型電車。日本國鐵分割民營化後，由JR西日本和JR東日本繼承營運，其中JR東日本的105系電車目前已全部報廢。

## 概要
日本三大都市圈中的通勤列車，在1980年（昭和55年)，除了一部分郊區路線外，大部分路線已將老舊的國鐵電車更換完成新型列車。然而，其他郊區或鄉下地方依然行駛著第二次世界大戰前，1950年代所製造的軸懸式40系和72系，俗稱“舊型國鐵電車”。當時車齡已經超過30年，車體嚴重老化，設備已經過時。另外名為“アコモ改進型”的車輛，其車身更新為與新型車相同，但在駕駛性能和維護方面與新型車輛有很大不同，造成了使用的困擾。國鐵因此計劃引入新型車輛。
然而，在低運量而僅使用兩節編組的路線，難以使用現有的新型車輛。舊型車輛所需要的所有設備都安裝在同一輛車上，可以為動力／拖車比為1:1的兩節編組，也可以單車運行。另一方面，自101系列以來的新型車是針對都會圈長編組通勤列車設計的，動力機構以兩部車組成基本編組（MM'）。但是在列車編組僅需兩輛車時，就需要使用兩部動力車組成的基本編組來行駛，但是這樣的性能實在超過需求，對偏遠地區路線不夠經濟，甚至可能造成變電所容量問題。
因此以103系的設計為基礎，將動力設備集中在一部車，可以像舊式電車一樣，以一部動力車牽引一部拖車組成兩車編組列車。這就是105系。

## 設計
國鐵當時已有動力設備集中於單一車輛的新型電車（1M），例如クモユ141形郵政電車，以及143系電車的特殊用途電車、行李電車等，但是它們的設計是為了與113、115系併聯行駛長距離少停站的班車，適於高速行駛。但是105系預計投入的路線站間距離短，最高速度較低，性能方面的要求與都會區通勤電車的主力車種103系相近。
所以在設計時特別注重簡單與經濟性，除了主控制器與電阻器以外，組件盡量使用現有的標準零件，也考慮到了預備使用本行車的路線的需求。
轉向架與主馬達與國鐵當時的標準通勤型電車相同，採用DT33型轉向架，MT55型主馬達。。齒輪比為1:6.07 （15:91），配有電軔、應荷重裝置（感應車輛負重並調整出力）、空轉偵測裝置等，與103系相同。。
主迴路設計更簡單而小型化，由4個MT55型組裝成永久串聯電路，不進行串並聯組合控制。主控制器為新開發的CS51型。考慮到不需要像103系那麼強大的加速性能，電門段數也減少了。但是由於編組裡面的動力車數目可能很少，設計著重了運行時的可靠度。主馬達能以各動力轉向架為單位開啟，緊急情況下可以只用兩台馬達運行。控制器的電源來自電池，故電動發電機故障時，仍可以控制列車行駛到最近的車站。。在變電站容量較小的路線行駛時，可通過駕駛室內的轉換開關將電流限制值設置得較低。主電阻器為MR147形，採用自然散熱，無風扇冷卻。